# Musée cantonal de géologie de Lausanne
Le musée cantonal de géologie de Lausanne a fusionné et est devenu dès le 1er janvier 2023 un département du Naturéum, musée de Suisse situé dans la ville vaudoise de Lausanne et consacré aux sciences naturelles.

## Histoire
Fondé en 1818, le musée de géologie rejoint le palais de Rumine lors de son inauguration au tout début du XXe siècle. Il sert tout d'abord à conserver et présenter les quelque 1 000 minéraux offerts par le tsar Alexandre Ier à Frédéric-César de La Harpe avant de se diversifier au cours du temps. Ses missions actuelles couvrent non seulement l'acquisition, l'étude et la mise en valeur de documents, mais également l'organisation d'expositions temporaires.
En 1874, grâce aux efforts d'Eugène Renevier, le musée gagne son indépendance, et s'ouvre au public à partir de 1878. En 1906, le nouveau musée cantonal de géologie ouvre dans le palais de Rumine, mais Eugène Renevier décède peu avant. Son successeur Maurice Lugeon lui dédie une salle du musée et y fait placer un portrait du défunt peint par son frère Frédéric Renevier.
En 1907, le musée reçoit, via un échange avec le naturaliste Paul Carié, propriétaire du principal gisement de dodos à l'île Maurice, une cinquantaine d'ossements qui permet aux chercheurs de reconstituer un squelette de dodo (didus ineptus) presque complet. Il faut attendre 2016 pour que le musée reconstituée le squelette en 3D (en moulant les pièces manquantes). Après avoir été prêté à différents musées, le squelette finit exposé en juin 2017 au musée cantonal de géologie de Lausanne.
En 1996, une association des amis du musée de géologie a été créée pour soutenir les activités et organiser différents évènements autoir des sciences de la Terre.
En 2012, le musée organise l'exposition « Météorites, à la rencontre de la matière extraterrestre - Collection personnelle d'Alain Carion » qui propose des fragments rares de Mars, de la Lune, ainsi que la fameuse météorite de Peekskill. En 2015, une exposition « 100% naturels » propose de découvrir les pierres les plus déroutantes de la collection du musée, dans lesquelles des visages, des paysages, et d'autres formes se dessinent très distinctement et naturellement sur les pierres. Des textes des XVIe et XVIIe siècles ont été étudiés pour interpréter ces pierres. Ces textes d'époque suggèrent que ces pierres sont des interventions du Divin. En 2018, le musée organise l'exposition « Amiante! Une fibre miraculeuse, naturelle, tueuse » pour élargir la perception de ce minerai dans l'opinion publique.
En 2018, le musée cantonal de géologie de Lausanne prend part au projet GeoMol visant à opérer un relevé topographique en 3D de la Suisse grâce aux nouvelles technologies.
Le 1er janvier 2023, il devient le département de géologie du Naturéum - Muséum cantonal des sciences naturelles.

## Collections
Les différentes collections présentées par le musée s'orientent autour de différents thèmes qui sont : « les fossiles », « les archives de la vie », « merveilleux cristaux », « voyage dans les profondeurs du Jura aux Alpes » et « mille millions d'années d'histoire ». En plus de ces collections, le musée gère également une bibliothèque thématique avec la faculté de géosciences et de l'environnement de l'université de Lausanne, ainsi qu'une médiathèque.
Parmi les objets présentés au public, les attractions les plus remarquées sont « The Welcome Nugget », copie de la plus grosse pépite d'or jamais mise au jour qui pèse 57,3 kilos, ainsi que l'un des squelettes de mammouth les plus complets retrouvés en Europe et mis au jour dans la gravière de Praz-Rodet, non loin du Brassus. Le musée dispose également une reconstitution avec os d'origine d'un glyptodon, le panochthus tuberculatus, provenant des recherches de Georges Claraz en Argentine entre 1859 et 1862.

Collections du musée
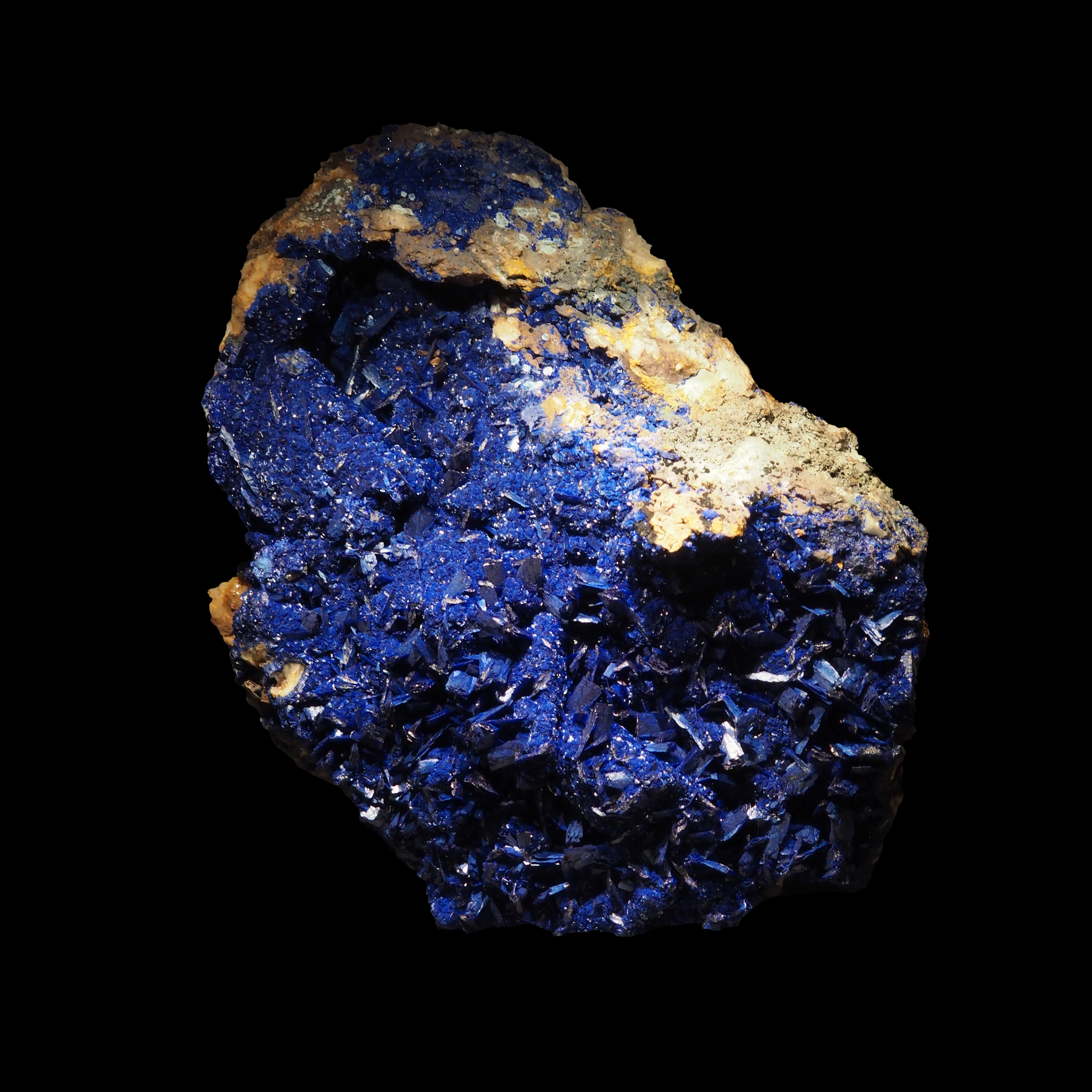
Azurite
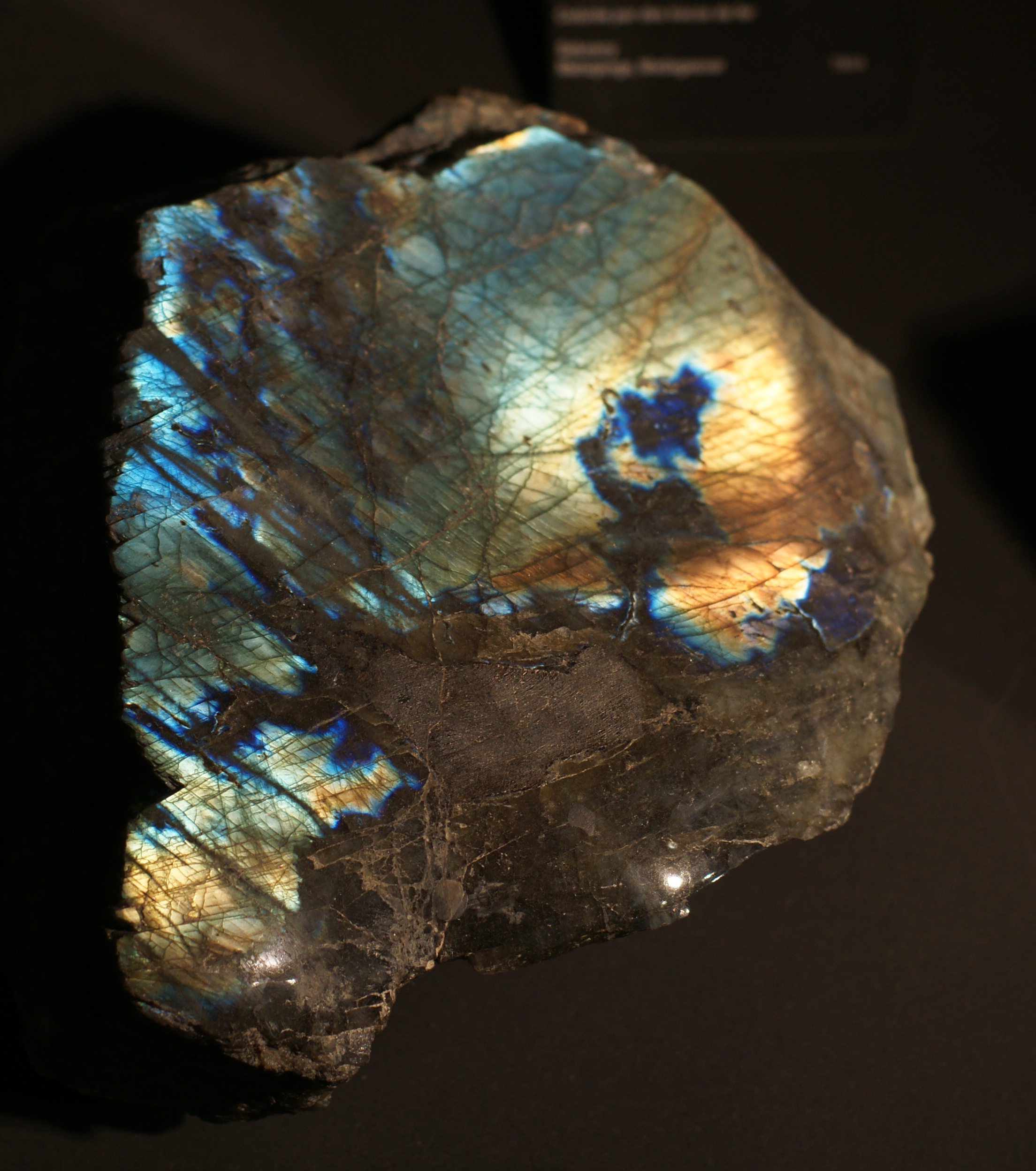
Labradorite
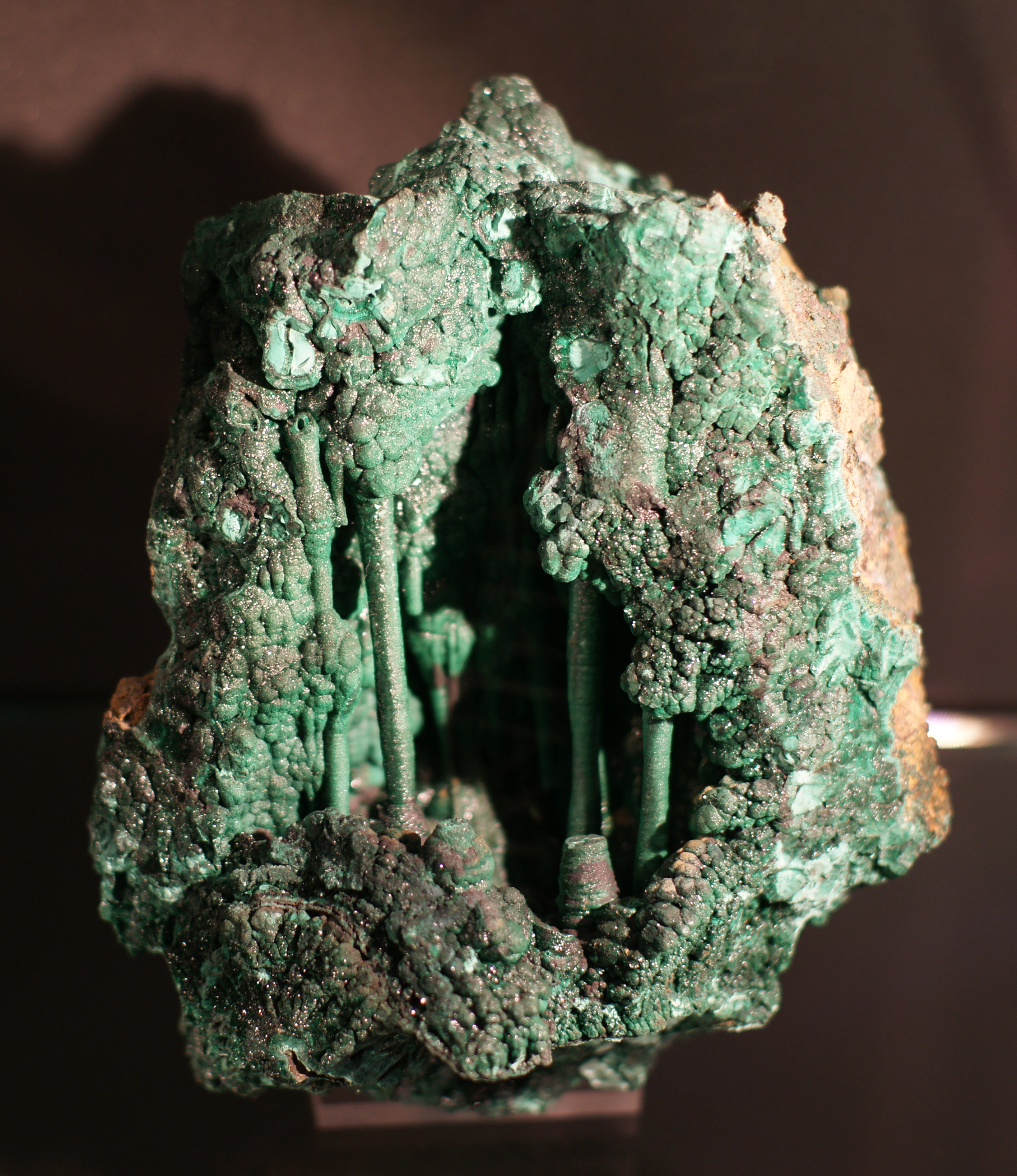
Malachite
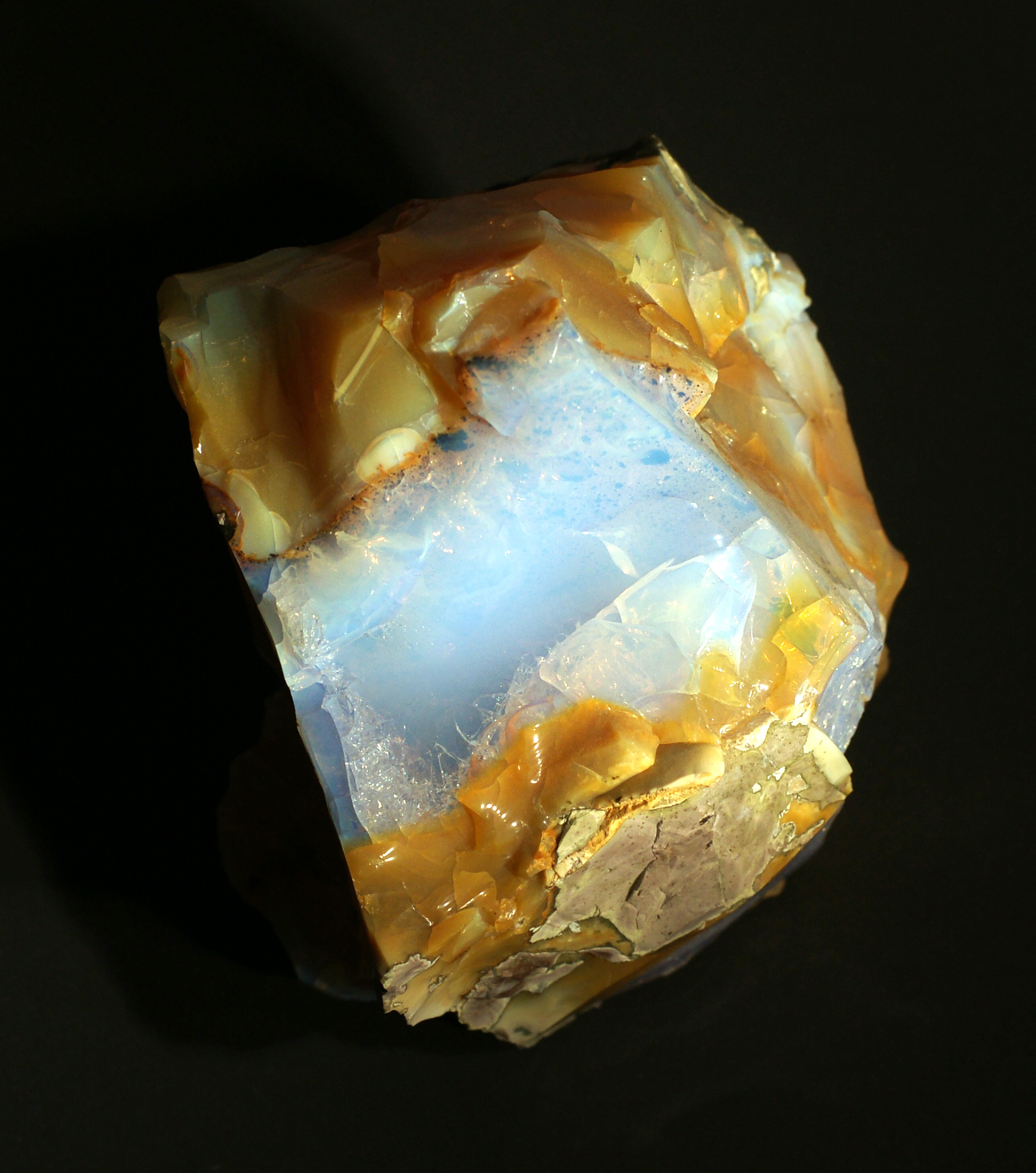
Opale
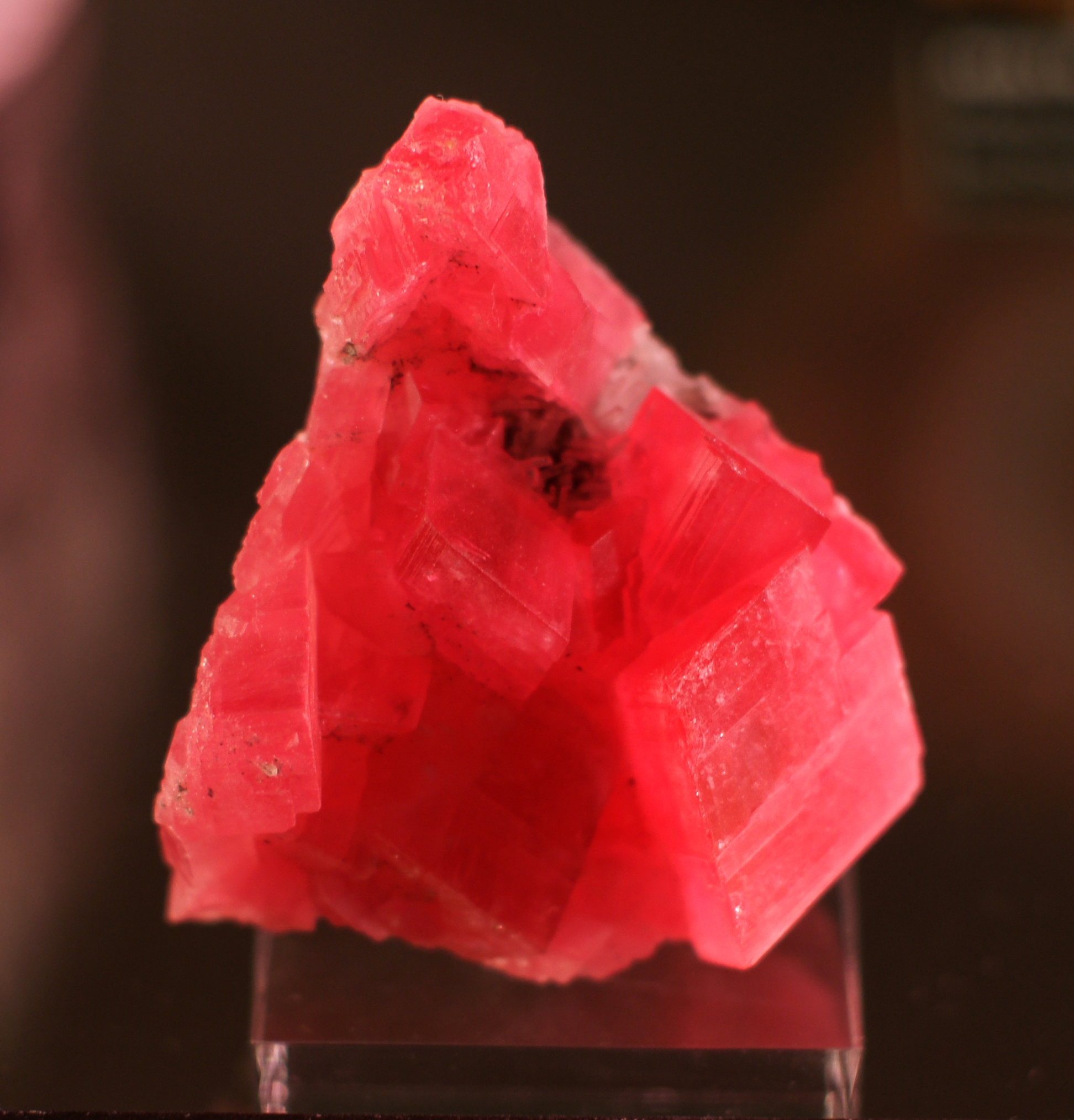
Rhodochrosite
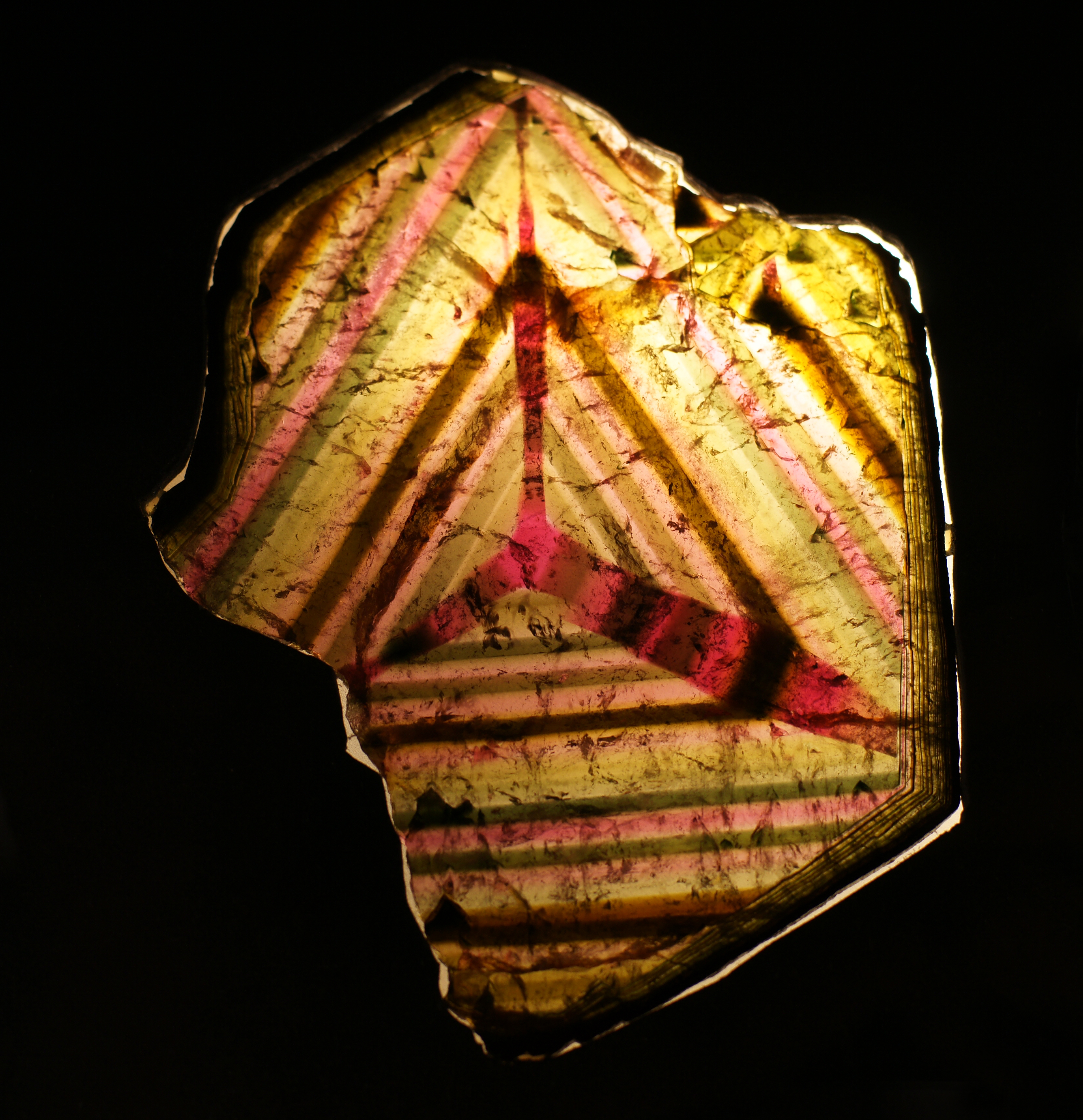
Tourmaline

La collection du musée cantonal de géologie de Lausanne est constituée de 700 000 roches, fossiles et minéraux, couvrant 1 700 types paléontologiques, 2 800 espèces figurées et 90 types minéraux. De nombreux vestiges de la Maison de la Rivière sont aujourd'hui hébergés dans le musée cantonal de géologie de Lausanne.
Le musée, de même que le palais qui l'accueille, est inscrit comme bien culturel suisse d'importance nationale.